# Boloria infradefasciata
Boloria infradefasciata är en fjärilsart som beskrevs av Barend J. Lempke 1956. Boloria infradefasciata ingår i släktet Boloria och familjen praktfjärilar. Inga underarter finns listade i Catalogue of Life.